# دانو
دانو (بالإنجليزية: Danu)‏، هي إلهة هندوسية بدائية. تم ذكرها في الريجفيدا لتكون والدة عرق الدانافا. تصف كلمة دانو المياه البدئية التي ربما تجسدها هذه الإلهة. في الهندوسية اللاحقة، وصفت بأنها ابنة البراجاباتي داكشا وزوجته بانشاجاني، وقرينة الحكيم كاشيابا.